# Francisco Javier Errázuriz Ossa

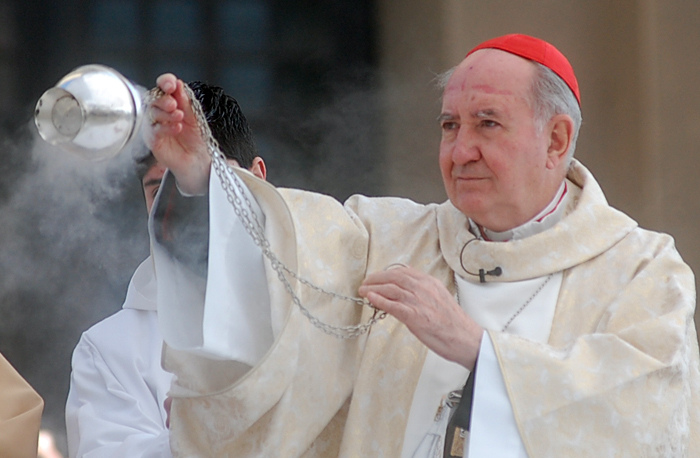
Francisco Javier Kardinal Errázuriz Ossa (2010)

Wappen von Francisco Javier Kardinal Errazuriz Ossa

 Francisco Javier Kardinal Errázuriz Ossa  ISch (* 5. September 1933 in Santiago de Chile, Chile) ist ein chilenischer Ordensgeistlicher und emeritierter römisch-katholischer Erzbischof von Santiago de Chile.

## Leben
Francisco Javier Errázuriz Ossa besuchte das Liceo Alemán der Steyler Missionare, ein deutschsprachiges Gymnasium in Santiago de Chile. Er studierte zunächst Mathematik und war in der Schönstattbewegung aktiv. Er schloss sich dieser Bewegung an und studierte Philosophie und Katholische Theologie. Nach der Priesterweihe am 16. Juli 1961 erwarb er in einem Aufbaustudium an der Universität Freiburg (Schweiz) das Lizenziat in Theologie.
Anschließend wirkte er als Kaplan für Studenten und Geistliche der Schönstatt-Bewegung und als Regionaloberer der Priestergemeinschaft in Chile. 1971 wurde er als Mitglied der Generalleitung der Schönstatt-Patres nach Deutschland bestellt. Von 1974 bis 1980 war er Generaloberer der Schönstatt-Patres, seit 1979 Vorsitzender des Generalpräsidiums der Schönstatt-Bewegung.
Am 22. Dezember 1990 ernannte ihn Papst Johannes Paul II. zum Titularerzbischof von Hólar und zum Sekretär der Kongregation für die Ordensleute. Die Bischofsweihe spendete ihm der Papst am 6. Januar 1991 persönlich. Mitkonsekratoren waren Giovanni Battista Re, Substitut des vatikanischen Staatssekretariats, und Justin Francis Rigali, Sekretär der Kongregation für die Bischöfe.
Am 24. September 1996 wurde er zum Bischof von Valparaíso mit dem persönlichen Titel eines Erzbischofs ernannt. Am 25. April 1998 wurde er zum Erzbischof von Santiago de Chile ernannt. Die Amtseinführung fand am 17. Mai desselben Jahres statt. Er war Präsident der Chilenischen Bischofskonferenz und von 2003 bis 2007 Präsident der Lateinamerikanischen Bischofskonferenzen CELAM.
Am 21. Februar 2001 nahm ihn Johannes Paul II. als Kardinalpriester mit der Titelkirche Santa Maria della Pace in das Kardinalskollegium auf.
Papst Benedikt XVI. nahm am 15. Dezember 2010 sein aus Altersgründen vorgebrachtes Rücktrittsgesuch an. Nach dessen Rücktritt nahm Kardinal Errázuriz am Konklave 2013 teil.
Mit der Aufgabe, den Papst bei der Leitung der Weltkirche zu beraten und Änderungen der die Organisation der Kurie regelnden Apostolischen Konstitution Pastor Bonus vorzubereiten, ernannte Papst Franziskus ihn im April 2013 zum Mitglied des Kardinalsrats, einer Gruppe von neun Kardinälen, die den Papst im Hinblick auf die Reform der Kurie beraten sollen.
Im September 2018 sicherten chilenische Ermittlungsbehörden im Zusammenhang mit Vorwürfen der Vertuschung von Fällen des sexuellen Missbrauchs E-Mails des amtierenden Erzbischofs von Santiago de Chile, Ricardo Ezzati Andrello SDB, Francisco Javier Errázuriz Ossa sowie des Weihbischofs von Santiago, Luis Fernando Ramos Pérez. Missbrauchsopfer werfen Errázuriz vor, als Erzbischof von Santiago de Chile von 1998 bis 2010 die Strafverfolgung eines später wegen Missbrauchs verurteilten Geistlichen jahrelang verhindert zu haben. Drei Betroffene zeigten Errázuriz Ende Oktober 2018 wegen Meineids und Falschaussage an. Zuvor war ein Brief aus Februar 2009 bekannt geworden, in dem Errázuriz gegenüber dem damaligen Nuntius in Chile, Giuseppe Pinto, eingeräumt hatte, als Erzbischof die Untersuchungen gegen den 2011 verurteilten, einflussreichen Missbrauchstäter Fernando Karadima eingestellt zu haben, während er später unter Eid beteuert hatte, er habe die Aufklärung nach bestem Wissen vorangetrieben.
Ende Oktober 2018 entließ Papst Franziskus Errázuriz, Laurent Monsengwo Pasinya und George Pell aus dem Kardinalsrat.

## Mitgliedschaften
Kardinal Errázuriz Ossa war Mitglied folgender Dikasterien der Römischen Kurie:
- Kongregation für die Institute geweihten Lebens und für die Gesellschaften apostolischen Lebens (seit 2001)[9]
- Päpstlicher Rat für die Kultur (seit 2004)[10]
- Päpstlicher Rat für die Familie (seit 2001)[11]
- Päpstliche Kommission für Lateinamerika (seit 2001[11], bestätigt 2011[12])